# Ostry (Schlesische Beskiden)
Der Ostry (deutsch: Scharfer Berg) ist ein Berg in Polen und Tschechien. Mit einer Höhe von 709 m ist er einer der niedrigeren Berge  im Czantoria-Kamm in den Schlesischen Beskiden. Über den Gipfel verläuft die Grenze zwischen Polen (Stadt Wisła) und Tschechien (Gemeinde Nýdek).

## Tourismus
- Auf den Gipfel führen markierte Wanderwege aus Wisła.